# Saint-Gault (Mayenne)
Saint-Gault est une ancienne commune française du département de la Mayenne et la région Pays de la Loire, intégrée à la commune de Quelaines-Saint-Gault depuis le 1er janvier 1973.
La commune fait partie de la province historique de l'Anjou (Haut-Anjou).

## Histoire
Le 1er janvier 1973, Saint-Gault (213 habitants en 1968) s'associe à la commune de Quelaines (1 381 habitants). La commune ainsi formée prend le nom de Quelaines-Saint-Gault. L'association est transformée en fusion totale le 1er décembre 1988.

## Démographie
| 1793 | 1800 | 1806 | 1821 | 1831 | 1836 | 1841 | 1846 |
| ---- | ---- | ---- | ---- | ---- | ---- | ---- | ---- |
| 394  | 281  | 321  | 403  | 413  | 390  | 383  | 367  |

| 1851 | 1856 | 1861 | 1866 | 1872 | 1876 | 1881 | 1886 |
| ---- | ---- | ---- | ---- | ---- | ---- | ---- | ---- |
| 360  | 364  | 363  | 347  | 300  | 304  | 306  | 316  |

| 1891 | 1896 | 1901 | 1906 | 1911 | 1921 | 1926 | 1931 |
| ---- | ---- | ---- | ---- | ---- | ---- | ---- | ---- |
| 340  | 315  | 315  | 302  | 304  | 268  | 226  | 245  |

| 1936 | 1946 | 1954 | 1962 | 1968 | - | - | - |
| ---- | ---- | ---- | ---- | ---- | - | - | - |
| 237  | 258  | 246  | 235  | 213  | - | - | - |

## Lieux et monuments
- Château de Maineuf.

## Activité et manifestations
Le village fait partie du chemin de randonnée « boucle de St Gault » dans les randonnées autour de Craon. Cela permet de relier tout un réseau de sentiers mis en place par la communauté de communes et de découvrir le patrimoine de cette région du val de la Mayenne.

## Personnalités liées
- Louis d'Andigné (1765 à Saint-Gault - 1857), militaire, chef chouan.